# Первая речь против Филиппа
«Первая речь против Филиппа» (др.-греч. Κατα Φιλιππου λογοσ προτοσ) — речь древнегреческого оратора Демосфена, сохранившаяся в составе «демосфеновского корпуса» под номером IV. Была произнесена в афинском Народном собрании весной 351 года до н. э. и стала первой из речей, направленных против захватнической политики царя Македонии Филиппа II («филиппик»). В этом случае Демосфен выступил первым, не дожидаясь, пока выскажутся более опытные политики. Он предложил немедленно направить на север эскадру в 50 триер и создать небольшую постоянную армию, с которой можно было бы сдерживать македонян.
Известно, что оратор не нашёл поддержки. В 347 году до н. э., когда македонская угроза усилилась, Демосфен выступил в Народном собрании с теми же предложениями, а эту речь опубликовал. 